# Rezolucja Rady Bezpieczeństwa ONZ nr 376
Rezolucja Rady Bezpieczeństwa ONZ nr 376 została przyjęta jednomyślnie 17 października 1975 r.
Po przeanalizowaniu wniosku Komorów o członkostwo w Organizacji Narodów Zjednoczonych, Rada zaleciła Zgromadzeniu Ogólnemu przyjęcie tego państwa do swojego grona.

## Źródło
- UNSCR - Resolution 376